# Kassama-Talsperre
Die Kassama-Talsperre ist eine Talsperre in der Region Zinder in Niger.

## Baubeschreibung
Ihr Name in der Amtssprache Französisch lautet barrage de Kassama. Alternative Schreibweisen zu Kassama sind Kasama und Kassamma.
Die Kassama-Talsperre liegt im Gebiet der Landgemeinde Gaffati im Departement Mirriah, südlich des Dorfs Kassama, das zur Landgemeinde Albarkaram im Departement Damagaram Takaya gehört. In geologischer Hinsicht ist die hügelige Landschaft Teil der Übergangszone zwischen dem Sockel von Damagaram und dem Mounio-Koutous-Sockel. Die Talsperre staut das Trockental Zermou. Das Absperrbauwerk weist eine Höhe von 6 m auf. Der Stausee hat ein Volumen von 2,074 Millionen m³. Aufgrund des trockenen Klimas geht der Wasserpegel im Stausee immer rasch zurück.
Von der Kassama-Talsperre ziehen 47 Dörfer in ihrem Einzugsgebiet wirtschaftlichen Nutzen. Die Anlage dient in erster Linie der Bewässerung, der Wasserversorgung und der Viehwirtschaft. Auf zwei seenahen Flächen mit insgesamt 63 ha wird  Bewässerungslandwirtschaft betrieben. Angebaut werden vor allem Tomaten, Kohl, Zwiebeln, Kartoffeln, Salat, Kürbisse und Bohnen, ferner Weizen, grüner und roter Paprika, Melanzani, Melonen, Süßkartoffeln, Maniok und Augenbohnen. Rund um die Talsperre wurden viehwirtschaftliche Flächen gekennzeichnet. Etwa 16.000 Nutztieren jährlich dient der See als Viehtränke. Im Stausee wurden Nil-Tilapia und Nilbarsche sowie Raub- und Stachelwelse (Bagrus bajad) ausgesetzt, um für die lokale Bevölkerung zusätzliche Einnahmequellen aus der Fischerei zu erschließen.

## Geschichte
An der Stelle des Stausees befand sich früher ein kleiner Teich bei einem Brunnen namens Bamaï. Bereits in den frühen 1970er Jahren gab es Pläne für eine Talsperre. Diese wurde schließlich 2007 erbaut. Für die geotechnische Betreuung und Aufsicht war das Unternehmen  LEGENI S.A. aus Niamey verantwortlich. Die Errichtung erfolgte im Kontext eines von der Afrikanischen Entwicklungsbank finanzierten Hilfsprojekts für die landwirtschaftliche Entwicklung in der Region Zinder. Das Hilfsprojekt dauerte von Januar 2003 bis Juni 2009 und kostete insgesamt 6,4 Milliarden CFA-Franc. Im Zuge des Projekts wurden weitere Talsperren realisiert: die Bakatsiraba-Talsperre, die Bani-Walki-Talsperre, die Bargouma-Talsperre, die Goumda-Tambari-Talsperre und die Toumbala-Talsperre.
Bauern beklagten einen Rückgang der Wasserführung des talwärts gelegenen Sees Mare de Falki seit der Inbetriebnahme der Kassama-Talsperre und der Toumbala-Talsperre. Im Stausee der Kassama-Talsperre wurden in den Jahren 2008 und 2011 im Rahmen staatlicher Programme Fische ausgesetzt.